# Луплау, Лина

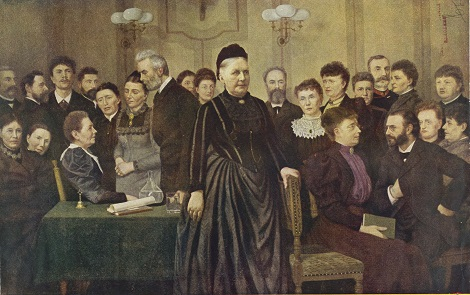
Члены датского движения за избирательное право женщин (Мари Луплау, 1917 г.)

Лина Луплау (дат. Nicoline «Line» Christine Luplau, 22 апреля 1823 — 10 сентября 1891) — датская феминистка и суфражистка.

## Биография
Николина (Лина) родилась в 1823 г. в Мерне. Она была дочерью викария Ганса Кристиана Монрада и Фердинандины Генриетты Гиертсен. В 1847 г. вышла замуж за викария Даниэля Карла Эрхарда Липлау.
Лина с юности возмущалась тем, что женщины не имели таких же прав, как мужчины. Её интерес к борьбе за женское равноправие был подстёгнут публичными дебатами по поводу книги Матильды Фибигер Clara Raphael, Tolv Breve («Клара Рафаэль. Двенадцать писем»), опубликованной в 1851 г. Муж Лины служил викарием в одном из приходов Шлезвиг-Гольштейна, но семья была вынуждена переехать в Варде после присоединения провинции к Пруссии в результате Австро-прусско-итальянской войны. Здесь Лина жила с мужем в 1866—1888 гг., и стала одной из основательниц благотворительной ассоциации, помогавшей малоимущим.
В 1872 г. Лина присоединилась к движению за права женщин Dansk Kvindesamfund («Датское женское сообщество») вместе с мужем и дочерью Мари Луплау, её интерес состоял в предоставлении избирательного права женщинам и их уравнении в политических правах с мужчинами. В 1885 г. она была сторонницей женской организации Kvindelig Fremskridtsforening и в 1886 г. входила в его правление. В 1886 г. она переехала в Копенгаген, в 1888 г. она представляла Kvindelig Fremskridtsforening на первой конференции женщин Скандинавии в Копенгагене, где она и Йоханна Мейер представили избирательное право женщин как один из четырёх главных вопросов по уравнению прав женщин. Лина Луплау стала одной из ведущих фигур датского женского избирательного движения и работала в совете Hvad vi vil вместе с Матильдой Байер, Анной Нильсен и Масси Брун. В 1888 году Лина представила список из 1702 имен в поддержку движения Фредрика Байера как представителя Dansk Kvindesamfund в датском парламенте по продвижению избирательного права женщин.
В 1889 году Лина Луплау совместно с Луизой Нёрлунд основала датское избирательное движение Kvindevalgretsforeningen и в период 1889—1891 гг. являлась его председателем. Своей целью она поставила исключительно избирательным правом женщин, не отвлекаясь, как Dansk Kvindesamfund и Kvindelig Fremskridtsforening на прочие проблемы. Этот подход позволил ей заручиться поддержкой и женщин, и мужчин. Однако Лину обвинили в расколе женского движения, и в 1891 г. она была вынуждена покинуть кресло председателя по состоянию здоровья. В том же году она умерла.
В 1917 г. её дочь Мари создала портрет, на котором изображены известные члены движения за избирательное право женщин, и её мать стоит на переднем плане.